# 聖公會聖提摩太小學

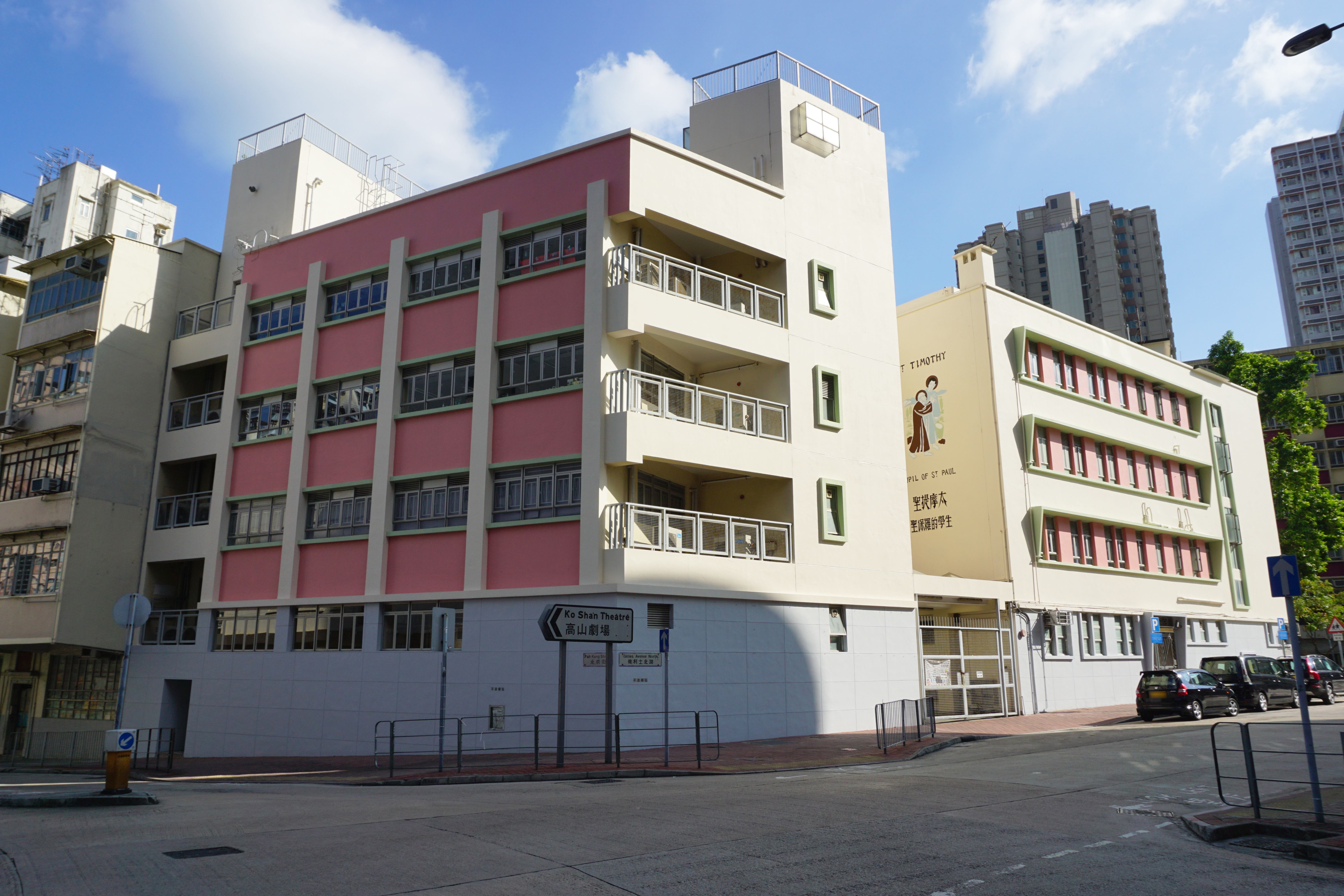
聖公會聖提摩太小學舊校舍

聖公會聖提摩太小學（英語：Sheng Kung Hui St. Timothy's Primary School），簡稱聖提摩太小學（STPS），位於香港九龍鶴園街，是一所一校兩舍的全日制小學。前身為「土瓜灣聖公會學校 To Kwa Wan Sheng Kung Hui School」，是於1887年在浙江街創辦，1952年遷至江西街，至1957年始遷至鶴園街14號。
學校為有效促進學習的質素，故在2003年度向教育局申請了新校舍，校址位於九龍紅磡鶴園街19號。於2007年正式轉為一所一校兩舍的全日制小學。另外，聖公會聖提摩太小學於2015年8月31日成立法團校董會，並設有八名辦學團體校董、有一名校長校董、有兩名教師校董、有兩名家長校董及有一名獨立人士校董。

## 學校行政
歷任校監
- 葉西山 牧師[1]
- 龐得餘 先生[2]
- 郭始基 先生
- 莫永佳 先生

歷任校長
- 黃兆福 先生[1]
- 郭書謙 先生
- 陳佩卿 女士
- 黄麗霞 女士（上午校及下午校）[2][3]
- 李傑坤 先生[4]
- 李佩雯 女士
- 林斯初 先生[5]
- 田少斌 先生

歷任副校長
- 郭書謙  先生
- 鄭幗儀  女士
- 丘麗萍  女士

## 校訓
學校校訓為「非以役人 乃役於人」。

## 軼事

### 校方處理手法問題
校方定於2022年1月26日（星期三）舉行135周年校慶感恩崇拜暨聖提摩太日。因香港第五波社區疫情爆發嚴重，學校按照敎育局指引，全港幼稚園及小學於2022年1月14日至農曆新年完結為止停止實體授課，校方維持舉行135周年校慶感恩崇拜暨聖提摩太日活動，不會安排六年級學生及嘉賓出席活動和安排學生及嘉賓透過於YouTube 現場直播活動。其後，校方於2022年1月14日再訂有關活動安排，學校安排135周年校慶感恩崇拜暨聖提摩太日活動會延期舉行。
2022年1月14日，校方再修訂有關安排135周年校慶感恩崇拜暨聖提摩太日活動後，發現於2022年1月17日被社會人士查閲『通告下載』有關安排學生出席安排135周年校慶感恩崇拜暨聖提摩太日活動，吩咐同工即時下架所有通告上載學校網頁。校方提醒家長表示『請家長登入eclass查看通告』。 社會人士批評校方及新任田校長處理手法不恰當，而校方未有作出相關回應。

## 部份著名校友
- 鄧小宇：香港作家及1960年代香港童星[8]
- 何濼生，BBS：前香港嶺南大學經濟學系主任，珠海學院商學院院長
- 黃啟深：前香港中文大學中國語言及文學系兼任講師
- 劉天賜：香港著名媒體創作人
- 白韻琴：香港著名專欄作家、傳媒人
- 李天翔：香港男演員
- 黃燕明：前聖公會基德小學、聖公會天水圍靈愛小學和聖公會仁立小學校長（1968年小六）
- 鄺龑子：嶺南大學中文系教授
- 李健，MH：中國廣核新能源控股有限公司助理總裁
- 陳偉超：前香港足球運動員（1979年小六）
- 王寧添：香港理工大學屋宇設備工程學系副教授